# Francisco Tejada Vizuete
Francisco Tejada Vizuete (1940, Granja de Torrehermosa - † 16 de maig de 2014, Badajoz) fou un sacerdot, historiador de l'art, teòleg, professor i acadèmic espanyol.
Fou ordenat sacerdot el 1967, va llicenciar-se en teologia i filosofia i lletres, i obtingué el grau de doctor en història. En l'àmbit educatiu, fou professor d'història de la cultura, història de l'art, metafísica i teologia, així com director i bibliotecari del Centre Superior d'Estudis Teològics de Badajoz, depenent de la Universitat Pontifícia de Salamanca i professor d'ètica al campus d'Almendralejo de la Universitat d'Extremadura. A més a més, a l'arxidiòcesi de Mèrida-Badajoz i en la gestió del patrimoni catedralici extremeny, fou director del museu, delegat del patrimoni cultural de l'arxidiòcesi i director de la revista de teologia. Després de jubilar-se, continuà unit al Centre d'Estudis Teològics com a professor emèrit. Fou acadèmic corresponent de la Reial Acadèmia de Belles Arts de San Fernando i de número de la Reial Acadèmia de les Lletres i les Arts d'Extremadura.